# Atletika na Letních olympijských hrách 2016 – skok daleký ženy
 Skok daleký žen na Letních olympijských hrách 2016 se uskutečnil od 16. do 17. srpna na Olympijském stadionu v Riu de Janeiru.

## Rekordy
Před startem soutěže byly platné rekordy následující:
| Světový rekord           | Galina Čisťakovová (URS)         | 7,52 m | Leningrad, Sovětský svaz | 11. červen 1988  |
| Olympijský rekord        | Jackie Joynerová-Kerseeová (USA) | 7,40 m | Soul, Jižní Korea        | 29. září 1988    |
| Nejlepší výkon roku 2016 | Brittney Reeseová (USA)          | 7,31 m | Eugene, USA              | 2. červenec 2016 |

## Kalendář
Pozn. Všechny časy jsou v brazilském čase (UTC-3).
| Datum                 | Čas   | Kolo        |
| --------------------- | ----- | ----------- |
| Úterý 16. srpna 2016  | 21:05 | Kvalifikace |
| Středa 17. srpna 2016 | 21:15 | Finále      |

## Výsledky
- Q Přímý postup po splnění kvalifikačního limitu
- q Dodatečný postup pro doplnění počtu účastníc finále na 12
- DNS Nestartovala
- DNF Nedokončila
- DSQ Diskvalifikována
- NM Žádný platný pokus
- x Neplatný pokus (přešlap)

- PB osobní rekord
- SB nejlepší výkon sezóny
- NR národní rekord
- CR kontinentální rekord
- OR olympijský rekord
- WR světový rekord

### Kvalifikace
V kvalifikaci měla každá skokanka k dispozici tří pokusy, ze kterých se počítal nejlepší. Do finále postoupili přímo atletky, které překonaly kvalifikační limit 6,75 m. To se podařilo pouze třem skokankám, dodatečně tedy postoupilo devět skokanů s nejlepším výkonem (q), kteří limit nesplnili, aby byl počet účastnic finále doplněn na 12.
| Poř. | Skupina | Skokanka               | Země                   | #1   | #2   | #3   | Výsledek | Pozn. |
| ---- | ------- | ---------------------- | ---------------------- | ---- | ---- | ---- | -------- | ----- |
| 1    | A       | Ivana Španovićová      | Srbsko                 | 6,87 | –    | –    | 6,87     | Q     |
| 2    | A       | Malaika Mihambo        | Německo                | 6,63 | 6,82 | –    | 6,82     | Q     |
| 3    | B       | Brittney Reeseová      | Spojené státy americké | 6,78 | –    | –    | 6,78     | Q     |
| 4    | B       | Ksenija Baltaová       | Estonsko               | 6,13 | 6,71 | –    | 6,71     | q     |
| 5    | A       | Tianna Bartolettaová   | Spojené státy americké | 6,44 | 6,70 | 6,61 | 6,70     | q     |
| 6    | B       | Ese Brumeová           | Nigérie                | 6,32 | 6,67 | 6,49 | 6,67     | q     |
| 7    | A       | Lorraine Ugenová       | Velká Británie         | 6,44 | 6,58 | 6,65 | 6,65     | q     |
| 8    | A       | Darja Klišinová        | Rusko                  | 6,64 | x    | x    | 6,64     | q     |
| 9    | B       | Brooke Strattonová     | Austrálie              | 6,40 | 6,46 | 6,56 | 6,56     | q     |
| 10   | A       | Maryna Bekhová         | Ukrajina               | 6,49 | 6,47 | 6,55 | 6,55     | q     |
| 11   | A       | Sosthene Moguenara     | Německo                | 6,46 | x    | 6,55 | 6,55     | q     |
| 12   | B       | Jazmin Sawyersová      | Velká Británie         | 6,49 | 6,36 | 6,53 | 6,53     | q     |
| 13   | B       | Janay Deloachová       | Spojené státy americké | 6,45 | 6,50 | 6,46 | 6,50     |       |
| 14   | A       | Karin Mey Melisová     | Turecko                | 6,49 | 6,43 | 6,40 | 6,49     |       |
| 15   | B       | Jana Velďáková         | Slovensko              | 6,45 | 6,48 | 6,29 | 6,48     |       |
| 16   | A       | Bianca Stuartová       | Bahamy                 | 6,45 | 5,40 | 6,39 | 6,45     |       |
| 17   | A       | Chelsea Jaenschová     | Austrálie              | 6,20 | 6,35 | 6,41 | 6,41     |       |
| 18   | A       | Alina Rotaruová        | Rumunsko               | 6,40 | x    | 6,38 | 6,40     |       |
| 19   | B       | Anna Kornuta           | Ukrajina               | x    | 6,34 | 6,37 | 6,37     |       |
| 20   | A       | Christabel Nettey      | Kanada                 | 6,05 | 6,32 | 6,37 | 6,37     |       |
| 21   | B       | Shara Proctorová       | Velká Británie         | 6,36 | 6,34 | 6,30 | 6,36     |       |
| 22   | B       | Juliet Itoya           | Španělsko              | 6,35 | x    | 5,69 | 6,35     |       |
| 23   | B       | Eliane Martinsová      | Brazílie               | 6,33 | 6,24 | 6,30 | 6,33     |       |
| 24   | A       | Concepción Montanerová | Španělsko              | 6,23 | 6,23 | 6,32 | 6,32     |       |
| 25   | A       | Volha Sudarava         | Bělorusko              | 6,29 | x    | x    | 6,29     |       |
| 26   | B       | Maria Natalia Londaová | Indonésie              | 6,21 | 6,29 | 6,29 | 6,29     |       |
| 27   | B       | Khaddi Sagnia          | Švédsko                | 6,04 | 6,25 | x    | 6,25     |       |
| 28   | B       | Marestella Sunangová   | Filipíny               | 6,22 | 6,10 | 6,15 | 6,22     |       |
| 29   | A       | Julija Tarasovová      | Uzbekistán             | x    | 6,10 | 6,16 | 6,16     |       |
| 30   | B       | Yvonne Treviñová       | Mexiko                 | x    | 6,16 | x    | 6,16     |       |
| 31   | A       | Anna Lunyova           | Ukrajina               | 6,12 | 6,15 | 6,14 | 6,15     |       |
| 32   | A       | Haido Alexouli         | Řecko                  | 6,07 | x    | 6,13 | 6,13     |       |
| 33   | B       | Lynique Prinsloová     | Jihoafrická republika  | 5,96 | x    | 6,10 | 6,10     |       |
| 34   | B       | Alexandra Westerová    | Německo                | 5,98 | x    | x    | 5,98     |       |
| 35   | A       | Amaliya Sharoyan       | Arménie                | 5,58 | x    | 5,95 | 5,95     |       |
| 36   | B       | María del Mar Joverová | Španělsko              | x    | 5,82 | 5,90 | 5,90     |       |
| 37   | B       | Konomi Kai             | Japonsko               | x    | x    | 5,87 | 5,87     |       |
| 38   | A       | Keila Costaová         | Brazílie               | 5,86 | 5,73 | 5,79 | 5,86     |       |

### Finále
Dvanáct finalistek mělo k dispozici tři pokusy, ze kterých se počítal nejlepší. Osmička nejlepších pak měla k dispozici další tři pokusy. Nejlepší výsledek se počítal ze všech šesti pokusů.
| Poř.             | Skokan               | Země                   | #1   | #2   | #3   | #4           | #5           | #6           | Výsledek | Pozn. |
| ---------------- | -------------------- | ---------------------- | ---- | ---- | ---- | ------------ | ------------ | ------------ | -------- | ----- |
| Zlatá medaile    | Tianna Bartolettaová | Spojené státy americké | x    | 6,94 | 6,95 | 6,74         | 7,17         | 7,13         | 7,17     | PB    |
| Stříbrná medaile | Brittney Reeseová    | Spojené státy americké | x    | 6,79 | x    | x            | 7,09         | 7,15         | 7,15     |       |
| Bronzová medaile | Ivana Španovićová    | Srbsko                 | 6,95 | x    | x    | 6,91         | 7,08         | 7,05         | 7,08     | NR    |
| 4                | Malaika Mihambo      | Německo                | 6,83 | x    | x    | 6,58         | 6,95         | 6,79         | 6,95     | PB    |
| 5                | Ese Brumeová         | Nigérie                | 6,73 | 6,34 | 6,71 | 5,96         | 6,81         | x            | 6,81     |       |
| 6                | Ksenija Baltaová     | Estonsko               | 6,71 | x    | 6,79 | 6,71         | x            | 6,62         | 6,79     | SB    |
| 7                | Brooke Strattonová   | Austrálie              | x    | 6,69 | 6,64 | 6,74         | 6,64         | 6,53         | 6,74     |       |
| 8                | Jazmin Sawyersová    | Velká Británie         | 6,55 | 6,69 | 6,57 | 6,53         | x            | x            | 6,69     |       |
| 9                | Darja Klišinová      | Rusko                  | 6,63 | 6,60 | 6,53 | nepostoupila | nepostoupila | nepostoupila | 6,63     |       |
| 10               | Sosthene Moguenara   | Německo                | 6,61 | x    | 6,46 | nepostoupila | nepostoupila | nepostoupila | 6,61     |       |
| 11               | Lorraine Ugenová     | Velká Británie         | 6,56 | x    | 6,58 | nepostoupila | nepostoupila | nepostoupila | 6,58     |       |
| —                | Maryna Bekhová       | Ukrajina               | x    | x    | x    | nepostoupila | nepostoupila | nepostoupila | NM       |       |